# Aleš Kubíček
Aleš Kubíček (* 31. března 1955, Brno) je český podnikatel, inženýr a průkopník balónového létání v České republice. Je zakladatelem společnosti Kubíček Factory (původní název BALÓNY KUBÍČEK spol. s r.o.), která se specializuje na výrobu horkovzdušných balónů a patří mezi největší výrobce balónů na světě.

## Život a kariéra
Aleš Kubíček se narodil 31. března 1955 v Brně jako nejmladší dítě manželů Ludmily a Oldřicha Kubíčkových. Vystudoval strojní inženýrství na Vysokém učení technickém v Brně.
Aleš Kubíček vedl vývoj a výzkum prvního českého horkovzdušného balónu, který začal v roce 1982 na mlýnu v Sudicích u Boskovic. Rozlehlá zahrada mlýnu poskytovala dostatek místa pro skládání a sešívání poledníků modelů balónů i pro různé experimenty. Společně se svým bratrem Ivanem Kubíčkem vyrobili první horkovzdušný balón české výroby s objemem 2200 m³ (AX-7). Balón byl veřejnosti představen 5. června 1983 na letišti v Brně-Medlánkách, kde se poprvé vznesl, byť byl připoután lanem k zemi, což znamenalo zahájení výroby balónů v Československu. Společnost Aleše Kubíčka, BALÓNY KUBÍČEK spol. s r.o. (dnes Kubíček Factory s.r.o.), se postupně stala významným hráčem na mezinárodním trhu.

## Ocenění
Aleš Kubíček je uznávanou osobností v oblasti balónového létání a obdržel řadu ocenění za své příspěvky k tomuto sportu a průmyslu:
- 2017 Montgolfiere Ballooning Diploma od FAI[8]
- 2024 čestné uznání za celosvětově uznávanou konstrukci a kvalitu výroby horkovzdušných balonů a za mimořádný přínos v rozvoji tohoto oboru[9]- Podvýbor pro letectví a kosmický program Poslanecké sněmovny Parlamentu České republiky
- 2024 uveden do Mezinárodní síně slávy balónového létání FAI.[10]

## Osobní život
Velkou celoživotní oporou Aleše Kubíčka, jak v soukromém životě, tak i v podnikání, byla jeho žena Naďa Kubíčková. S manželkou Naďou má dvě dcery Pavlu (1979) a Helenu (1992) a syna Petra (1982). V roce 2014 utrpěl na dovolené vážné poranění hlavy a firmu přebral syn Petr Kubíček.